# Midland County, Texas
Midland County är ett administrativt område i delstaten Texas, USA, med 136 872 invånare (2010). Den administrativa huvudorten (county seat) är Midland. 

## Geografi
Enligt United States Census Bureau har countyt en total area på 2 336 km². 2 331 km² av den arean är land och 5 km² är vatten.  

### Angränsande countyn
- Martin County - norr
- Glasscock County - öster
- Upton County - söder
- Ector County - väster
- Andrews County - nordväst